# Campbeltown Cross

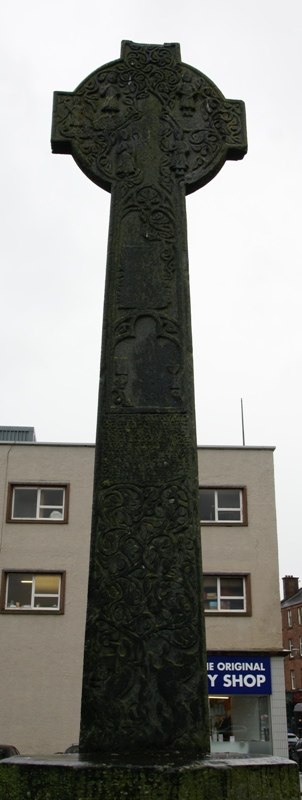
Campbeltown Cross.

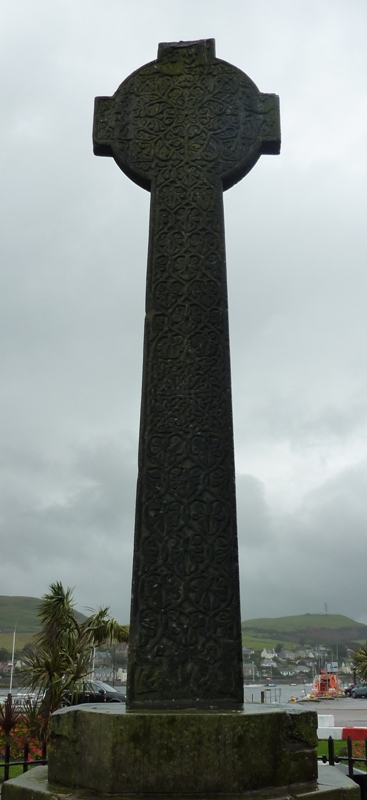
Achterzijde.

Het Campbeltown Cross is een Keltisch kruis uit de late veertiende eeuw, staande in Campbeltown op het schiereiland Kintyre in de Schotse regio Argyll and Bute.

## Locatie
Het Campbeltown Cross staat vanaf 1946 op een octogonale, getrapte basis in het midden van de rotonde aan het noordoostelijke einde van Main Street in Campbeltown. Het kruis stond tot 1939 eerst voor het stadhuis, waar het in de vroege zeventiende eeuw werd neergezet, vermoedelijk als marktkruis. Het kruis kwam hoogstwaarschijnlijk uit Kilkivan.

## Beschrijving
Het Campbeltown Cross werd gemaakt rond 1380. Het keltisch kruis is gemaakt van schist, gewonnen in de regio van Loch Sween. De steen is voorzien van decoratieve motieven aan beide zijden, waaronder takken en bladeren. Aan de voorzijde zijn op een drietal plaatsen figuren weggehakt. Oorspronkelijk was er centraal een Christusfiguur te zien met twee ongeïdentificeerde heiligen erboven en de Heilige Maagd en Sint Johannes eronder. Op de linkerarm van het kruis bevindt zich een voorstelling van Sint Michaël die de draak verslaat. Onder de Heilige Maagd en Sint Johannes bevindt zich een leeg paneel. Hieronder bevond zich een afbeelding van een geestelijke met een kelk en een boek; deze voorwerpen zijn nog te herkennen.
Het paneel eronder bevat een inscriptie:
HEC EST CRVX D
OMINI YUARI M(AC)H
EACHYRNA QVO(N)D
AM RECTORIS DE
KYIKECAN ET DO
MINI ANDREE NAT
I EIVS RECTORIS
DE KILCOMAN Q
VI HANC CRVCE(M)
FIERI FACIEBAT
Vrij vertaald: "Dit is het kruis van Mr Ivar MacEachern, die ooit rector van Kulregan was, en van meester Andrew, zijn zoon, rector van Kicoman die dit kruis heeft opgericht.".
Het onderste paneel bevat afbeeldingen van gebladerte en eindigt onderaan met een paar beesten.
De achterzijde van het kruis is verrijkt met afbeeldingen van gebladerte en een aantal gepaarde figuren. Bovenaan bevinden zich de afbeeldingen van een zeemeermin en een zeemonster; op de kruisarmen bevinden zich afbeeldingen van dieren en aan de basis van het kruis bevinden zich afbeeldingen van een tweetal vechtende dieren.
Het Campbeltown Cross is 3,30 meter hoog. De breedte en dikte variëren van respectievelijk 46 centimeter en 13 centimeter aan de basis tot 34 centimeter en 10 centimeter aan de top.